# Acorn Computer Archimedes A3000
Acorn Computer Archimedes A3000 (Archimedes A3000) је био професионални рачунар фирме Acorn Computer који је почео да се производи у Уједињеном Краљевству од 1989. године.
Користио је 32-битни RISC ARM 2 као микропроцесор. RAM меморија рачунара је имала капацитет од 1Mb (до 4Mb). 
Као оперативни систем кориштен је RISC OS 2 (3.1 у каснијим моделима, и већина је касније унапријеђена до v3).

## Детаљни подаци
Детаљнији подаци о рачунару Archimedes A3000 су дати у табели испод.
|                       |                                                                     |
| [ 1 ]                 |                                                                     |
| Произвођач            |                                                                     |
| Тип                   | професионални рачунар                                               |
| Меморија              | 1Mb (до 4Mb)                                                        |
| Поријекло             | Уједињено Краљевство                                                |
| Година                | 1989                                                                |
| Тастатура             | Пуни помак PC-AT стил                                               |
| Процесор              | 32-битни RISC                                                       |
| Фреквенција процесора | 4 / 8                                                               |
| RAM                   | 1Mb (до 4Mb)                                                        |
| ROM                   | 512 (RISC OS 2) 1Mb (RISC OS 3)                                     |
| Текст                 | 132 x 32 највише                                                    |
| Графика               | 21                                                                  |
| Боја                  | 256 највише                                                         |
| Звук                  | 8 гласова                                                           |
| Димензије             | 32 x 18 x 7                                                         |
| Портови               |                                                                     |
| Оперативни систем     | 2 (3.1 у каснијим моделима, и већина је касније унапријеђена до v3) |